# Aidenbach

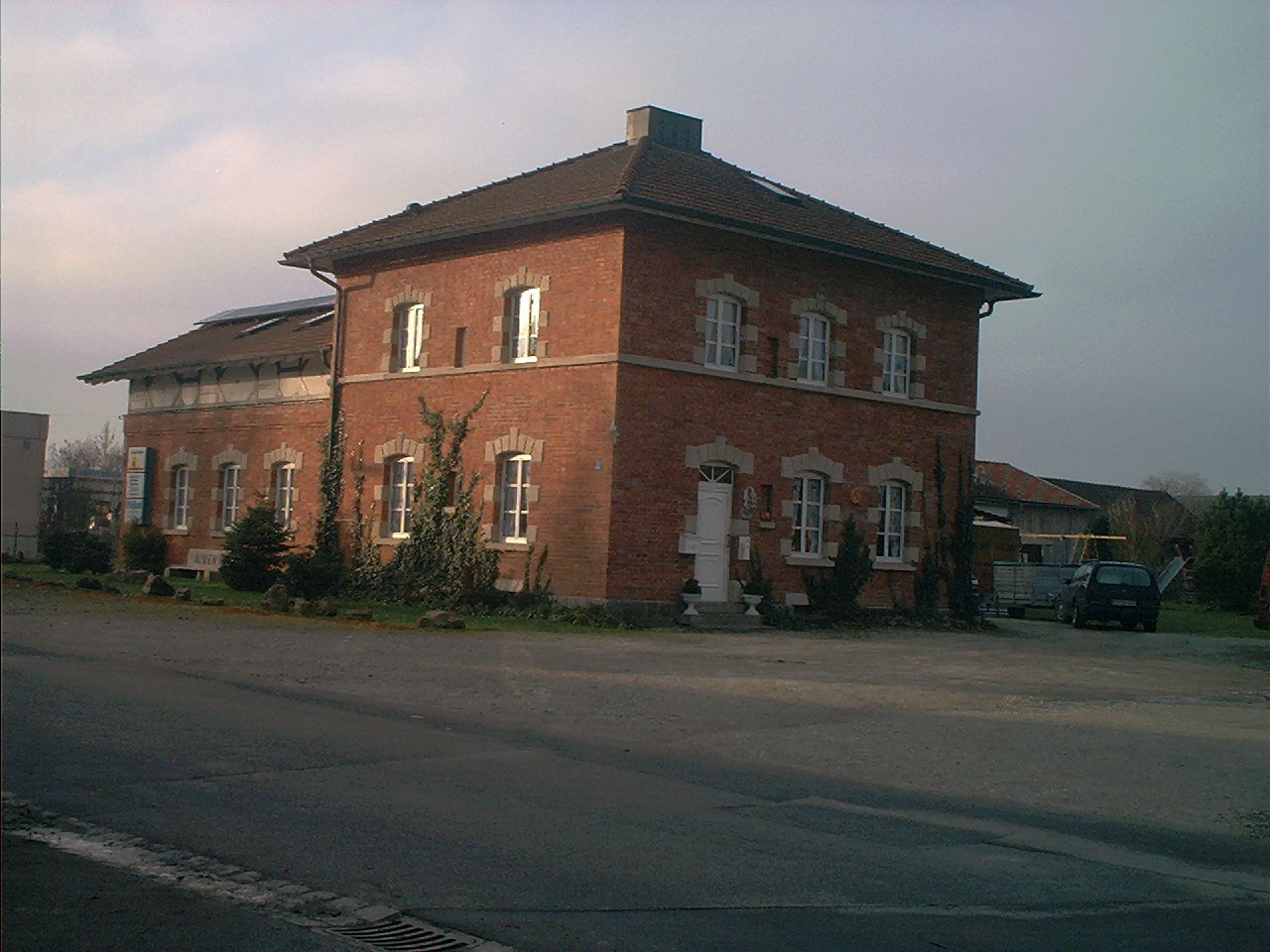
Aidenbach train station

Aidenbach là một đô thị ở huyện Passau bang Bayern thuộc nước Đức.